# 麒麟がくる
『麒麟がくる』（きりんがくる）は、2020年（令和2年）1月19日から2021年（令和3年）2月7日まで放送されたNHK大河ドラマ第59作。主演は長谷川博己。令和のうちに初日を迎えた最初の作品。

## 企画・制作
2018年（平成30年）4月19日の制作発表で、池端俊策の脚本で明智光秀の生涯を描き、主人公の明智光秀役には長谷川博己が起用されると公表された。長谷川の主演は池端のリクエストによるもので、2016年（平成28年）の同放送局のドラマ『夏目漱石の妻』に続く組み合わせである。また、長谷川は2018年度後期放送の連続テレビ小説『まんぷく』出演に続けてのオファー受諾であった。タイトルは仁政を行う王の元に現れるとされる伝説の動物「麒麟」が由来となっており、モチーフとしての麒麟が何者で、いかにしていずれの英雄の前に現れるのかを問うていく物語となるという。
4Kでフル撮影し、最新の研究成果も踏まえ従来と異なる新たな解釈で戦国時代の物語を紡ぎ、光秀の謎に満ちた生い立ちにもスポットを当て、英傑たちの父親の時代をも描き斎藤道三、足利義昭、織田信長、徳川家康らの蠢動から活躍を見せてゆく群像劇として制作すると発表した。2019年（令和元年）6月3日にクランクイン。
ドラマ制作統括・落合将は該当時代を描くにあたり、当初は斎藤道三と同時期に実在した医者・曲直瀬道三（まなせ どうさん）のふたりの「道三」を登場させ、それぞれ「生と死」という対極的な物語を描くことを脚本の池端に提案していた。池端は「生と死」というテーマには興味を持たなかったものの、医者という職種の移動の自由性に着眼し、そこから「望月東庵」「駒」という架空の医者を配置することとなった。また、医者と同様に自由に移動できるキャラクターとして旅芸人「伊呂波太夫」が生まれた。曲直瀬道三については作中で東庵に「知人」として言及されている。なお、劇中における言葉遣いにおいては原則として全て共通語に統一されており、方言は使用されていない。
初回平均視聴率は19.1%と好発進し、クライマックスとなる第40回以降は13%台を保ち、最終回は18.4%であった。放送期間平均視聴率は14.4%（個人視聴率は8.5%）で、過去最低となった前作『いだてん〜東京オリムピック噺〜』を大きく上回り、『真田丸』以来4作ぶりで、過去10年では『江〜姫たちの戦国〜』『真田丸』『軍師官兵衛』『八重の桜』に次ぐ数字であった。（視聴率はいずれもビデオリサーチ調べ、関東地区・世帯）。

## 収録を巡る問題、放送期間と放送回数の変更
当初、帰蝶役にキャスティングされていた沢尻エリカが不祥事で降板したことから、配役の変更措置がとられて2019年11月21日に川口春奈が帰蝶を演じることが発表された。収録済みのシーンは全て川口に交替して急遽撮り直しとなり、NHKは初回の放送日を当初予定の2020年（令和2年）1月5日から1月19日に変更した。
例年は前年12月中には行われている報道陣向けの初回完成試写会は、放送開始3日前の1月16日に行われた。試写会では、東京オリンピック・パラリンピック開催期間中の計5週分は放送を休止するため、放送回数が例年より少ない全44回になると発表された。
その後、新型コロナウイルス感染症（COVID-19）の世界的流行に伴う感染拡大防止対策として、4月1日に発表された収録の一時休止が長期化したことから、5月15日には第21回（6月7日）を以て放送を一時休止することが発表された。放送再開までの間は特集番組「麒麟がくるまでお待ちください」などを放送した。
6月9日、収録再開が同30日の予定であることを発表。あわせて、主演の長谷川による「全44回、何とか放送していきたい」とのコメントが公開された。7月22日には、8月30日から放送を再開することが発表された。
10月21日、放送回数を当初の予定通り全44回とし、2021年（令和3年）2月7日に最終回を放送することが発表された。大河ドラマの越年放送としては『炎立つ』（1993年7月4日 - 1994年3月13日）の前例があるが、同作での越年は当初の放送予定通りであり、何らかのアクシデントによる予定変更の例としては初のケースとなる。
2021年1月10日、すべての撮影を終了した。1月24日、第42回の放送で初めて放送期間が1年を超えた大河ドラマとなった。2月7日に最終回、2月23日に総集編が放送され、史上初めて2月に放送を終了したNHK大河ドラマとなった。

## あらすじ

### 美濃編（第1回 - 第17回）
天文16年（1547年）。美濃明智荘を治める国衆・明智光安の甥である明智十兵衛光秀は、追討した盗賊が持っていた鉄砲に興味を持つ。光秀は主君の美濃守護代・斎藤利政（のちの斎藤道三）に掛け合い、鉄砲と利政の正室の病を診るための名医を求めて旅に出る。堺で幕府奉公衆・三淵藤英や三好家重臣・松永久秀を通じて鉄砲を入手した光秀は京に上り、名医・望月東庵と戦災で親を失った少女・駒に出会う。駒は光秀に、戦のない穏やかな世に現れるという聖獣「麒麟」について語る。争いの絶えない今の世にあって平和を願う光秀の、麒麟を召くことのできる人物を探す道程が始まる。
利政は鉄砲探しの任務を終えた光秀に、尾張の織田家探索や、京の情勢探索の任務を与える。京では本能寺にて三淵の弟・細川藤孝や将軍・足利義輝の知遇を得、久秀の主君・三好長慶の暗殺を防ぐ活躍をする。長年の仇敵であった織田家の実力者・織田信秀との同盟を考えるようになっていた利政は、光秀の幼馴染でもある娘・帰蝶を嫁がせる相手である信秀の嫡男・織田信長を光秀に調べさせる。帰蝶は光秀の言葉により信長に嫁ぐことを決意するが、織田家との同盟は駿河と遠江を治める今川家との敵対であると考える利政の子・斎藤高政（のちの斎藤義龍）や、稲葉良通はじめ斎藤家の家臣たちは猛反発する。高政は美濃守護・土岐頼芸を真の父と吹聴し、次第に利政との溝を深めていく。利政の真意が他国から攻められることのない「大きな国」づくりであったことを知った光秀は、親友であった高政の説得に応じず、叔父・光安とともに利政側につく。弘治2年（1556年）、利政は長良川の戦いで高政軍に討ち取られる。光秀は母・牧や正室・煕子、従弟・明智左馬助ら一族とともに、駒の恩人で帰蝶の命を受けた旅芸人・伊呂波太夫と三河の忍び・菊丸の手引で、朝倉義景が治める越前に逃れることとなる。

### 越前編（第18回 - 第27回）
越前での光秀らは義景の援助を受けず、細々と暮らすこととなる。父・信秀の死後、信長は守護代・織田彦五郎や弟・織田信勝らとの争いに勝ち尾張を平定しつつあったが、永禄3年（1560年）に今川義元率いる大軍が駿河から迫り窮地に追い込まれる。光秀はかつて尾張で出会った松平元康（のちの徳川家康）を織田方に引き込もうとするが、元康は今川家からの離反を拒む。しかし、元康が進軍を遅滞させたことにより今川軍本隊が手薄となり、桶狭間の戦いで信長は義元を討ち取ることに成功する。凱旋する信長のもとに現れた光秀はこれから先のことを聞くと、信長は美濃を征服する事のみを語り笑みを浮かべた。
一方、京では孤立無援となった義輝は憔悴し、光秀は信長を上洛させることでこれを打開しようとする。しかし光秀の奔走虚しく、永禄7年（1564年）に義輝は三好家の手によって暗殺されることとなる。三好家が関白・近衛前久に圧力をかけ次期将軍を擁立しようとする中、義景は光秀に義輝の弟・覚慶が将軍となる器かどうかを確認させた。大和で弱々しい覚慶を見た光秀は、義景には将軍の器ではないと報告する。一方で美濃を攻略した信長だったが、今後の目標をいかにするか迷っていた。光秀は将軍を担いで京に上洛し、室町幕府を再興することで「大きな国」を実現させることを勧める。越前に逃れた覚慶は還俗して足利義昭を名乗り、上洛のため光秀に義景の説得を依頼する。貧しい人々を救うための情熱を知った光秀は、義景に義昭とともに上洛するように進言する。一時はその気になった義景だが、いとこ・朝倉景鏡や重臣らに上洛を反対されたことで決断を下せずにいた。早期の上洛を求める義昭側近・三淵と朝倉家家老・山崎吉家らの利害が一致し、義景の嫡子が毒殺される。これにより義景は放心状態に陥り、その隙に光秀と義昭らは美濃に移って信長のもとでの上洛を果たす。

### 京・伏魔殿編（第28回 - 第37回）
光秀は迷いながらも信長の家臣になることを断り、義昭の奉公衆として新たな幕府運営が始まったが、三好家残党などの敵対勢力は健在であり、また摂津晴門ら幕府内の旧勢力による抵抗も深刻であった。信長は幕府に従わない朝倉義景の討伐を計画するが、摂津らは義景や浅井長政ら敵対する諸大名、比叡山延暦寺や大坂本願寺ら寺社勢力と手を組み信長の妨害に動く。比叡山延暦寺の天台座主・覚恕は兄・正親町天皇への対抗心と財産を奪った信長への反感から、執拗に信長に敵対した。元亀2年（1571年）、信長は比叡山の焼き討ちを行い、摂津らは義昭に信長と手を切るように迫るようになる。なんとか両者を取り持とうとする光秀だったが義昭は説得に耳を貸さず、摂津らによって命を狙われたこともあって、ついには幕府を去り信長の家臣となる。一方、光秀と袂を分かった義昭は信長包囲網を形成し挙兵するも、頼みの武田信玄が病死したことで包囲網は瓦解。羽柴秀吉の手によって捕らえられ京を追放される。
義昭追放により室町幕府は事実上の滅亡を迎え、代わって強大な権力を得た信長は、正親町天皇から切り取りの許可の出た東大寺正倉院の宝物である蘭奢待を、歓心を得ようと天皇にも献上するが、これはかえって出過ぎた行為として天皇の懸念を招くこととなる。また信長も、自らの好意に応じない天皇に不信感を持つようになる。

### 最終章（第38回 - 第44回）
光秀は信長の命令のもと丹波の平定に乗り出すが、一度は助命を確約したはずの三淵への切腹強要や丹波国人への苛烈な仕置、正親町天皇への譲位要求など、次第に信長の姿に不安を覚えるようになる。そんな中、信長による筒井順慶の贔屓に激怒した松永久秀が謀反を決意し、光秀のもとを訪れる。翻意するよう説得する光秀に、久秀は信長が要求していた「平蜘蛛の釜」を託すと伝え、籠城した末に数々の美術品を道連れに自害する。一方、そんな2人の密談の情報をつかんでいた信長は、平蜘蛛の行方は知らぬと応じた光秀が初めて自分に嘘をついたことを悟る。久秀の死後、伊呂波太夫から平蜘蛛を受け取った光秀は、これが信長から光秀を離反させるための久秀の罠であったと狂笑する。光秀は迷った末に信長に平蜘蛛の釜を差し出し、釜を持つにふさわしい天下人になる覚悟が必要と諫言するが、信長は平蜘蛛を資産価値のあるものとしてしか見ようとせず、今井宗久に平蜘蛛を売ることすら口にし光秀を失望させる。
光秀と同様、信長と同盟関係にある徳川家康、柴田勝家や佐久間信盛らをはじめとする織田家臣団、そして正室・帰蝶すらも、暴走する信長に不信感を抱いていた。正親町天皇も大納言・三条西実澄を通じて光秀と密会し、覇権を握り政権の頂点を目指す男たちを桂男の伝説に見立て「月に登ろうとする」信長を見届けるよう伝える。その後、光秀は月にまで届く大木を切り倒そうとする悪夢を見るようになる。武田氏滅亡の後の家康饗応の席で、饗応役の光秀と家康の親しさに不快を覚えた信長に激しく打擲された光秀は、思わず大木を切り倒さんとするように構えてしまう。その後、信長は家康を威圧するために光秀を打ったと釈明し、今までにすれ違いがあったにしても光秀のことを他の誰よりも近しい者と思い、この先も長く共にいることを望んでおり、戦を終わらせ茶でも飲んで暮らそうと語りかける。しかし信長の考える「戦を終わらせる手段」とは、京から追放され毛利家が治める備後鞆の浦に逃れてもなお、諸国の大名に信長討伐の檄文を送り続ける足利義昭の抹殺であった。光秀は中国遠征に参加した上での義昭討伐を命じられるが、これは光秀にとっては到底受け入れることのできない命令であり、もはや信長を討つしかないと決断することになる。
天正10年（1582年）6月2日早朝、光秀は腹心の明智左馬助、藤田伝吾、斎藤利三とともに大軍を率い、信長の滞在する本能寺を急襲する。謀反の相手が光秀であることを知った信長は、どこか嬉しそうに笑い泣きしながら「是非もなし」と呟く。信長はわずかな手勢とともに孤軍奮闘するが、遂に敗れて負傷し、近習たちに遺体を焼くよう命じて自刃。光秀は涙を浮かべ、炎上する本能寺を見守る。光秀は天下獲りができる状況になるが、朝廷はおろか盟友であったはずの藤孝や順慶さえも光秀には与せず、誰も明智軍の味方にならない状況の中で孤立。やがて、いち早く光秀の謀反の可能性を掴んで中国遠征から取って返した羽柴秀吉に敗れ去ることになる。
本能寺の変から3年後。天下は関白・秀吉のものとなっていたが、京では「丹波の山奥で明智光秀が生きている」という噂がまことしやかに囁かれる。備後の義昭を訪ねた駒は、市で光秀に背格好の似た侍を見つけ、後を追うも見失ってしまう。その後、侍が馬を走らせる後ろ姿で物語は幕を閉じる。

## 登場人物

### 明智光秀とその関係者

#### 明智一門
明智十兵衛光秀 （あけち じゅうべえ みつひで）
演：長谷川博己（幼少期回想：五十嵐陽向）
主人公。作中では通称の「十兵衛」で呼ばれる場合が多い。武家官位は日向守。
土岐源氏の流れをくむ明智家当主の父・光綱（演：尾関伸次）を幼いときに病で亡くしているが、叔父・光安の後見のもと、母・牧から土岐源氏の誇りを教えられて、美濃明智荘（あけちのしょう）で育つ。
学問では四書五経を2年で読み終えて大仙寺の住職を驚嘆させた。武芸は鹿島の太刀を習得する。
一方で女性に関することには鈍感で、帰蝶や駒の自身に向ける恋心、光安や牧による嫁取りの願いに全く気付かない一面も持つが、幼いころの約束のままに煕子と結婚する。
賊や戦の絶えない世に憤懣を抱える。明智荘を襲った野盗の頭領（演：本宮泰風）が持っていた鉄砲に強い興味を持ち、主君・斎藤利政（のちの斎藤道三）に嘆願して堺に向かい鉄砲を手に入れると同時に、松永久秀や三淵藤英など、後に繋がる人物達と知己を得る。その後も自身の野望や聡明さと正直さを見込んだ利政の命により、京や尾張に出向いては自身の世界や見識を広げる。その間に京にて乱世を治めるには武家の棟梁たる将軍による秩序が肝要と考え、人となりを知った足利義輝に期待する。また、帰蝶の再婚話があがった際の見分にて織田信長にただならぬ器量を感じ、以後、人としての在りように時に恐れや迷いを抱きつつも惹かれていく。
美濃で親交を深めた斎藤高政（のちの斎藤義龍）から国の運営への協力を要請される一方で、人としては好きになれないものの彼より道三を国主にふさわしいと悩んだ末に、長良川の戦いでは光安と共に道三に味方する。そのため敗戦後に高政より攻められ、明智一党は帰蝶の手配で越前に落ち延びる。
越前では朝倉義景からの金銭援助を辞退し、称念寺門前のあばら家で近郷の子供達に学問を教えることで生計を立てる。仕官の無いまま義輝の横死を知り、次期将軍候補となったその弟の覚慶（のちの足利義昭）に関して施政者としてふさわしい人間かどうか、義景から見立てを求められる。僧侶の経験しかなく武家の棟梁としての資質を見出せなかったものの、民への慈悲心が篤いという美点に感じ入る。信長の家臣要請を断ってまで義昭を将軍として擁立することを陰から支え、新幕府の奉公衆のひとりとなる。
幕府では旧態依然とした家臣団の動きに憤慨し、次第に信長を支えるようになっていく。しかし武家の棟梁である義昭への思いも断ち切れず、苦悩の末に義昭のもとから離れる。信長のもとで戦功を上げて近江琵琶湖畔に坂本城を築き、家臣団の中で初めての城持ちになるなど信頼を得ていくが、将軍や朝廷、敵対勢力に対して増長するようになった信長の心情に次第に不信感を抱くようになる。そして、松永久秀の平蜘蛛釜を巡るやりとりから、信長の人間としての器を見てしまう。丹波攻略に反抗する土豪たちの想いから、戦が終わらぬのは信長が権威をないがしろにするためと考えるようになるが、義昭殺害の命が下ったことが決め手となり本能寺の変を引き起こす。信長を討った後、西国から引き上げてきた羽柴秀吉の軍と戦うが敗れ去る。
煕子（ひろこ）
演：木村文乃（幼少期回想：古川凛）
光秀の正室。美濃妻木（つまぎ）の土豪・妻木家の娘。
幼い頃に光秀から求婚されていたが、成長してからの再会でお互いそのことを憶えていたことが判り、後日改めて求婚され光秀の妻となる。
典型的な良妻賢母型で、光秀の才能を信じて疑わない。世渡り下手で壁にぶつかりがちな光秀を励まし、応援する。花好き。
光秀らとともに越前へ落ち延び、子をもうけ、苦しい生活の中で夫を陰から支える。織田信長による美濃平定の後に明智荘に戻るが、本圀寺の変ののちに再び京で光秀と暮らす。
戦に明け暮れる光秀にとっては大きな心の支えであり、光秀が大坂本願寺攻めの最中に高熱で倒れた時も必死で彼を支え続けたが、看病疲れから自身も病に倒れる。麒麟を喚ぶ者が光秀であることを願いながらも、天正4年（1576年）秋に病死する。
牧（まき）
演：石川さゆり
光秀の母。
光秀を心優しく見守っているが、時には亡き夫・光綱の代わりに光秀を厳しく諭すこともある。
夫譲りで碁が強く、いつも光安を負かしている。
越前での生活を、煕子とともに支える。織田信長による美濃平定後に明智荘に戻り、天正3年（1575年）に亡くなる。
明智光安（あけち みつやす）
演：西村まさ彦
光秀の叔父。明智荘の領主、明智城主。
光秀の父である兄・光綱の死を受けて領主となっており、光秀が継ぐまでとの想いで家を守っている。温和な気質で、牧とも親しく力を合わせている。
斎藤利政には従順であり、利政に従わない高政や国衆、真っ向から異見を述べる光秀に頭を悩ませる。
道三と高政の争いでは道三方に参陣。道三の討ち死に後は、光秀へ家督を譲るとともに、これより先の明智家を復興させるために逃亡するよう促し、自らは明智城に残って高政軍と戦い討ち死にする。
明智左馬助（あけち さまのすけ）
演：間宮祥太朗
光安の嫡男。光秀の従弟。
越前に落ち延びて以降は、尾張への連絡役を任されるなど光秀を補佐する。武勇にも優れ光秀にとって頼れる右腕的存在。
離縁されて戻ってきた岸と結婚し娘婿となる。
本能寺の変では光秀の意志に従い同行する。
岸（きし）
（お岸 → 岸）
演：天野菜月（幼少期：喜多紗弓 → 宝辺花帆美 → 白鳥玉季 → 平尾菜々花）
光秀の長女。
荒木村重の嫡男・村次のもとへ嫁いだが、村重が信長に反逆した（有岡城の戦い）ことを機に離縁となり実家に戻る。のち左馬助と再婚する。
十五郎（じゅうごろう）
演：石塚陸翔（幼少期：深川大賀）
光秀の嫡男。

#### 明智家家臣
藤田伝吾（ふじた でんご）
演：徳重聡
明智家家臣。実直な性格で槍の名手。
美濃明智荘から光秀と近しく行動を共にすることがよくあり、鉄砲の訓練にも付き合っている。
長良川の戦いでは光秀と共に参陣するが、敗戦の後に光秀が越前へ落ち延びる際には、田畑を持つ半農半兵の身のため明智荘に残ることになり、いつの日かの再会を誓って光秀を送り出す。
信長が美濃を平定すると、高政軍に焼かれた光秀の屋敷を建て直し、牧らを迎え入れる。その後、幕臣となった光秀のもとに再び合流する。
本能寺の変では光秀の意志に従い同行する。
斎藤利三（さいとう としみつ）
演：須賀貴匡
明智家家臣。左頬に刀傷がある。
元は稲葉良通の家臣であったが、何人もの主君を時流に応じて乗り換えたうえ家臣を不当に扱ってきた良通に幻滅し、出奔して光秀の家臣となる。
本能寺の変では光秀の意志に従い同行する。
与八（よはち）
演：鈴木信二
明智家家臣。
明智荘の戦闘では、野盗の頭領に鉄砲で撃たれて傷を負う。
光秀らが越前に落ち延びる際には、伝吾らとともに明智荘に残る。
佐助（さすけ）
演：植木祥平
明智家家臣。
明智荘の戦闘では、野盗に捕らえられていた菊丸を光秀のもとへ連れてくる。
光秀らが越前に落ち延びる際には、伝吾らとともに明智荘に残る。
常（つね）
演：生越千晴
明智家の下女。
光秀らが越前に落ち延びる際にも同行する。
木助（きすけ）
演：水野智則
明智家の家人。
光秀らが越前に落ち延びる際にも同行する。

### 織田信長とその関係者

#### 織田一門
織田信長（おだ のぶなが）
演：染谷将太
尾張の大名。織田弾正忠家に織田信秀の嫡男として生まれ、跡を継いで当主となる。尾張那古野城主、清須城主、小牧山城主、美濃稲葉山城主、岐阜城主、近江安土城主。通称は三郎、三介、弾正忠。武家官位として上総介。
巷では「うつけ」と噂されているように武家の嫡男としては奇矯な振る舞いが多いが、信長自身にとっては合理的な理由があり、光秀や妻になった帰蝶など見る人によってはそこに器の大きさや才覚を感じさせている。「聖徳寺の会見」では利政に器を見込まれ性質も気に入られ、お互いに好印象を抱く。
父母の愛情に飢えており、褒められることを期待しての行為に対して叱責されたり呆れられたりすることを嘆いている。桶狭間の戦いで今川軍から勝利を収めた際には光秀から称えられ喜びの表情を見せ、帰蝶に関しては何をしても褒めてくれるので母のように感じていることを告げているほか、上洛後に御所再建を援助し正親町帝に褒められた際には大喜びしているように、「褒められること」「喜ばれること」が自身の活動の強い動機になっており、戦もその延長にある。
10年来争っていた斎藤龍興を破って美濃を手中にし、稲葉山城を拡げて岐阜城を置く。そして光秀を通じて足利義昭を新将軍として擁立し、鎧をまとわぬ自軍を率いて上洛する。幕府と京の町の再建をけん引するが、幕府改革を断行しようとしたために義昭率いる幕府内部、特に摂津晴門と対立するようになり、朝倉義景や浅井長政らと戦うことになる。
主要な戦いで勝利を収め天下統一へと近づいてゆくが、義昭を追放し朝廷を蔑ろにするなど、次第に性急な専横ぶりが各方面から反発を招くようになる。それらを抑えつけるべく比叡山などでおこなった苛烈無慈悲な仕打ちが、また新たな怨嗟を呼ぶという悪循環に陥り、ますます孤立を深めてゆく。そして、義昭の殺害を命じた事が決定打となって遂に光秀にも離心され、京の本能寺にて襲撃を受ける。
押し寄せた軍が明智勢と聞かされると「是非もなし」と笑い、応戦するも能わず、寺に火をかけ焼き尽くすよう森蘭丸に命じた後、光秀と出会い理想を語り合った若かりし日々を懐かしく思い起こしながら自刃して果てる。
帰蝶（きちょう）
演：川口春奈
信長の正室。斎藤利政の娘、光秀の父方の従妹。
男勝りな性格をしているが、光秀とは幼い頃から仲が良い。
初めは土岐頼純の正室となるが、夫が急死したため斎藤家に戻る。
斎藤家と敵対していた織田家からの申し入れによって、光秀のことが気になりながらも、当の光秀の奨めもあり信長の正室となる。信長とは夫婦仲が良く、周囲に誤解されがちな信長の支えとなる。織田家中にあっても自ら策謀を巡らし、兵站を手配し、信長の嫡男であるが帰蝶の実子ではない奇妙丸の養育を任される。
信長が天下統一を果たそうとするに連れて専横な振る舞いが目立つようになって以降、信長から次第に離れ、安土城を去り美濃鷺山城で暮らすようになる。目を病む身となり、曲直瀬道三による治療のため京を訪れていた際に光秀と再会。信長の行く末を案じる光秀に、信長を作った者が始末をするほかないと告げる。
織田信忠（おだ のぶただ）
演：井上瑞稀（幼少期：加藤矢紘 → 柴崎楓雅）
信長の嫡男。生母は吉乃。幼名は奇妙丸（きみょうまる）。
信長が桶狭間へ出陣する直前、帰蝶に初めて引き会わされる。以降は帰蝶が養母となり、その元で養育される。元服して信長の後継者となるが、本能寺の変の際には信長と共に在京しており、新二条御所に逗留しているところを明智勢に攻められ討ち死にする。
織田信秀（おだ のぶひで）
演：高橋克典
信長の父。織田弾正忠家当主。尾張古渡城主、のち末盛城主。通称は弾正忠、のち備後守。
尾張守護・斯波家の守護代である織田家の庶流で陪臣にすぎなかったが、熱田をはじめとする海に面した水運力と、主要街道という地の利に恵まれた流通力をもって、国を経済的に富ませ勢力を拡大させた。京の御所修繕に4,000貫を寄進している。
美濃の斎藤利政や駿河の今川義元だけでなく、同族である清須城の尾張守護代・織田彦五郎とも激しく対立していたが、美濃稲葉山城攻略の際に井ノ口の戦いで大敗して、弟や多くの家臣を失う。その後も戦を繰り返したが、三河にて今川軍に小豆坂の戦いで深手を負ったこと、美濃大柿城の援軍のため出陣した隙に彦五郎から古渡城を急襲されたうえ大柿城も失ったことから、斎藤家と同盟を結ぶことを決め、信長と帰蝶の結婚を申し入れる。
亡き父・信定の「器量の良し悪しよりも天が与えた順序」の教えで、嫡男・信長に家督を譲ることを決めている。那古野城を信長、末盛城を信勝に譲ることを遺言する。
望月東庵とは双六仲間で10貫を貸している。東庵との双六を楽しみにしていたが、戦傷の後遺症で晩年に体調を崩し、東庵が登城する直前に息を引き取る。
土田御前（どたごぜん）
演：檀れい
信長と信勝の生母。信秀の継室。
信長の自身に向ける行動の真意がくみ取れず、幼少の頃から小鳥を逃がしたり茶器を割ったりと、自分の大切なものを奪うとして信長を疎んじ信勝を偏愛している。
信勝が死に追いやられた際は、母をも殺したとして信長に悲憤をぶつける。
織田信勝（おだ のぶかつ）
演：木村了
信長の同母弟。
兄・信長と違い聡明で跡継ぎに相応しいと評価されており、信秀からは居城や重臣を譲り受ける。
信長が病床に付いたと騙されて見舞いに訪れ、お互いに相手の美点を羨んでいたことを明かし合うが、信長の毒殺を企てていたのを見透かされており、白山の霊水として自らが持ち込んだ毒を飲まされて死に追い込まれる。
織田信広（おだ のぶひろ）
演：佐野泰臣
信長の異母兄。信秀の庶長子。三河安城城主。
安城城の戦いで今川軍に捕らえられ、松平竹千代との人質交換で織田家に戻るが、奮闘や苦労の跡もなく無傷であったことで信秀を落胆させる。
織田信興（おだ のぶおき）
演：増本尚
信長の弟。尾張小木江城主。
長島一向一揆で本願寺門徒に攻められ自害する。
織田信康（おだ のぶやす）
演：清家利一
信長の叔父。信秀の弟。通称は与次郎。
信秀とともに美濃に出征するが、井ノ口の戦いで戦死する。
織田信光（おだ のぶみつ）
演：木下ほうか
信長の叔父。信秀と信康の弟。尾張守山城主。
兄・信秀よりも器量に優れ、跡継ぎと目されたこともある。
斯波義統暗殺後の織田彦五郎から、信長に反して自分に与するよう誘いを受ける。帰蝶と談合の上で誘いに乗ると見せかけ、招かれた清須城内で彦五郎を暗殺する。

#### 羽柴家
羽柴秀吉（はしば ひでよし）
（藤吉郎 → 木下藤吉郎 → 羽柴秀吉）
演：佐々木蔵之介
信長の家臣。武家官位は筑前守。
尾張出身の下層農民で、行商をしながら独学で徒然草の読みを学んでいた。今川家に将来性を見出し仕官の口を求めて駿河へ向かい、遠江の街道で望月東庵と駒に出会い、駿府では荒くれ者に襲われたところを駒に助けられる。駒には字の読み方を教えてくれるようにせがみ、侍となっての立身出世を望んでいることを明かす。その後は織田家の隆盛を見て取り尾張へ向かう。
後に信長の家臣となる。美濃平定後に光秀に引き合わされた時には百人組之頭となって接待役を任されるほどになっており、光秀に義輝暗殺謀議の噂を伝える。 信長の上洛に関して事前に京に潜入して情勢を探っており、時には光秀と行動を共にもすることもある。
織田家中では急速に出世したものの、織田家臣からはしばしば身分が低い新参者と軽んじられている。越前金ヶ崎城攻めからの撤退（金ヶ崎の戦い）で光秀とともに殿（しんがり）を務めたことを柴田勝家らに疑われ、身分や育ってきた境遇に対する鬱屈を表に出すことがある。
信長が上洛以降の専横を非難されていても「信長さまは身分や旧習にとらわれず実力をみてくれる新しい統領」として賛美し心酔していたが、信長の身近なものまで暴走ぶりを疑問視される頃には、自身の低い出自を無遠慮に刺激する扱いをされることもあり「信長さまも今までの自分の嫌いな武家と同じ」と不満を持つようになっていく。
毛利攻めの最中に、藤孝から光秀が信長を襲撃するかもしれないとの密報を受けた際には、「明智さまが天下をぐるりと回してくれる」と光秀の行動を容認する姿勢を見せるが、本能寺の変で信長が自害したことを知った際にはいち早く軍を返し、山崎の戦いで光秀を破る。
本能寺の変から3年後の天正13年（1585年）、関白に就任する。
なか
演：銀粉蝶
秀吉の母。
京ではしばしば望月東庵を訪れ療治を受けている。
辰吾郎（しんごろう）
演：加藤啓
秀吉の密偵。秀吉が光秀に「異父弟」と説明しているが、真偽は不明。
動きを光秀に悟られたため、秀吉の命により殺害される。
黒田官兵衛（くろだ かんべえ）
演：濱田岳
秀吉の軍師。

#### 細川家
細川藤孝（ほそかわ ふじたか）
演：眞島秀和
幕府奉公衆、のち信長の家臣。官職は兵部大輔。
上京して本能寺の様子をうかがう光秀を不審に思い、捕縛するために斬りかかる。その後、兄・三淵藤英を介して光秀と知己になり、三好長慶襲撃事件の際には共闘する。
光秀が美濃から逃れた際には、越前の朝倉義景ほか諸国の大名に保護を願う書状を届けるなど気にかけている。
足利義輝に伺候していたが、見限って大和に身を寄せ、覚慶（のちの足利義昭）を次期将軍に擁立しようと行動する。永禄の変以降は、義昭や藤英とともに近江・越前を経て美濃の信長のもとへ向かう。義昭と信長が対立を深めると、義昭を見限り信長の家臣となる。光秀の丹波攻略の際には与力となり、その功で丹後の大名となる。
暴走する信長の動きを憂慮するが、まっすぐすぎる光秀の言動も危惧している。光秀が信長征討を画策していることを知ると直ちに光秀を見限り、光秀の言動を羽柴秀吉に密告する。
たま
演：芦田愛菜（幼少期：岡部明花俐 / 岡部光花俐 → 志水心音 → 竹野谷咲）
光秀の次女。
人見知りで、赤子の頃は祖母・牧も手を焼くほど泣きじゃくっていたが、藤孝には懐いている。
しっかり者の利発な少女に成長し、信長からもその利発さを気に入られた。
母・煕子の亡き後は父・光秀を支えようと生涯独身を考えるが、駒に諭される。のちに細川忠興と夫婦になる。
細川忠興（ほそかわ ただおき）
演：望月歩
藤孝の嫡男。たまの夫。
松井康之（まつい やすゆき）
演：渡邊りょう
細川家家臣。
藤孝の密書を秀吉に届ける。

#### 織田家家臣
平手政秀（ひらて まさひで）
演：上杉祥三
織田家家老。信長の守役。
信長の奇行に振り回される一方で、信長と帰蝶の婚約を取り持ったり、織田家の名代として竹千代と信広の人質交換に立ち会ったりする。
信秀亡き後、攻撃を仕掛けてきた守護代の清須城主・織田彦五郎や岩倉城主・織田信安の説得を試みるが失敗し、責任を感じて信秀の霊前で切腹する。
柴田勝家（しばた かついえ）
演：安藤政信
織田家譜代の家臣。通称は権六郎（ごんろくろう）。
信秀の死後は信勝の家臣だったが、主が信長を倒すために敵国と結ぼうとしていることが尾張を危うくすると懸念し、切腹覚悟で信長にその事を訴える。信勝没後は信長の家臣となる。
農民出身で新参者の秀吉を信用していない。
佐久間信盛（さくま のぶもり）
（佐久間右衛門尉信盛 → 佐久間信盛）
演：金子ノブアキ
織田家の宿老。通称は右衛門尉（うえもんのじょう）。寡黙で表情を変えることもなく、粛々と務めを果たす人物。
延暦寺焼き討ちの際、信長の命に背いて女性や子供を殺さなかった光秀に「信長様には直言できる存在が必要」と告げるなど、光秀に信頼を寄せている。
大坂本願寺攻めや松永久秀戦でたびたび信長の不興を買い、追放される。
稲葉良通（いなば よしみち）
演：村田雄浩
信長の家臣。美濃の国衆。土岐家、斎藤家を経て織田家の家臣となる。生き残りのためなら手段を選ばないマキャベリスト。
斎藤家では利政（道三）のやり方に強い不満を持っており、他の国衆とともに元主君・土岐頼芸や長男・高政（義龍）を擁立しようとする。信長の美濃攻略の際に義龍の子・龍興を見限って信長に下る。
光秀とは斎藤家家臣の頃からそりが合わない。家臣・斎藤利三が出奔し、光秀のもとに逃げ込んだことからいさかいを起こす。
丹羽長秀（にわ ながひで）
演：松田賢二
信長の家臣。
毛利十郎（もうり じゅうろう）
演：佐藤誠
信秀の家臣。
信秀らとともに美濃に出征するが、井ノ口の戦いで戦死する。
太助（たすけ） / 平太（へいた） / 末吉（すえきち）
演：久保田武人（太助） / きづき（平太） / 松川大祐（末吉）
信長が親しくしている尾張の村人たち。
太助は痩せているが大食い。平太は背は低いが竹槍の名手。末吉は長身でつぶての名人。その腕前を買われて松平広忠暗殺の刺客となる。
佐久間盛重（さくま もりしげ）
演：室山和廣
信秀の家臣。
信秀亡き後は信勝の家老となる。
前田利家（まえだ としいえ）
演：入江甚儀
信長の家臣。前田家の四男。
聖徳寺の会見では信長に同行し、新しい時代を切り開くための人材として利政に引き合わされる。長良川の戦いで道三が敗死すると、伝令として帰蝶にその旨を伝える。
佐々成政（さっさ なりまさ）
演：菅裕輔
信長の家臣。佐々家の三男。
聖徳寺の会見では信長に同行し、利家と共に新しい時代を切り開くための人材として利政に引き合わされる。
簗田政綱（やなだ まさつな）
演：内田健司
信長の家臣。
桶狭間の戦いで今川義元の居場所を伝える。
中条家忠（ちゅうじょう いえただ）
演：野添義弘
信長の重臣。
毛利長秀（もうり ながひで）
演：竹井亮介
信長の重臣。
毛利新介（もうり しんすけ）
演：今井翼
信長の家臣。
桶狭間の戦いで、義元に飛びかかり討ち取る。
服部小平太（はっとり こへいた）
演：池田努
信長の家臣。
桶狭間の戦いで新介とともに義元を襲い、一番槍をつけるが反撃される。
佐々隼人正（さっさ はやとのしょう）
演：内浦純一
信長の家臣。
桶狭間の戦いで中嶋砦から300人を率いて出撃し、今川本隊から1,000人減らすのに成功する。
村井貞勝（むらい さだかつ）
演：廣田高志
信長の家臣。
森蘭丸（もり らんまる）
演：板垣瑞生
信長の近習。
本能寺の変で信長とともに戦い、寺に火をかける。

#### 畿内の諸将
松永久秀（まつなが ひさひで）
演：吉田鋼太郎
三好家重臣。下剋上を実行した斎藤利政を尊敬している。
三好長慶とともに細川晴元による襲撃を受けるが、光秀に助けられ誼を通じることになる。その後、長慶の勢力拡大によって出世を遂げ、大和の大名として多聞山城を本拠とする。その後、義輝を将軍としての器ではなくなったと見切って、京からの追放を構想するが、世間では「義輝暗殺計画の黒幕」とみなされる。永禄の変が起きると、覚慶を次期将軍に擁立するため大和から脱出させる手助けをするなどの行動をとる。義昭の新幕府では、嫡男・久通が義輝暗殺に関わっていたことなどから三淵藤英らから反対されるが、多聞山城の破却を条件に信長の傘下に入ることを許される。
戦で命を落とすのは平気と豪語する一方で、「しゃっくりが3日続くと死ぬ」という迷信には恐怖を感じて、背中に灸をすえてしゃっくりを止めようとする。
鉄砲を「美しい」と評価し、戦の抑止力と考えている。美濃から堺に鉄砲を求めにやってきた光秀には、鉄砲を一挺融通している。また、京での再会時には本能寺の鉄砲鍛冶・伊平次を仲介する。堺の町衆などからは「目利き」として審美眼を買われ、焼き物などの鑑定を申し込まれている。
筒井順慶を重用する信長に対して怒りを爆発させ、光秀の説得を振り切って謀反を決行するが敗れ、信貴山城で収集した数々の美術品を道連れに自害する。しかし、平蜘蛛釜だけは伊呂波太夫に預けられており、久秀の遺志によって光秀に託される。信長が以前からこの釜を欲していたことが、光秀に大きな影響を及ぼす。
筒井順慶（つつい じゅんけい）
演：駿河太郎
大和の豪族。松永久秀とは対立関係にある。
久秀に対抗するため今井宗久から鉄砲を買い占めていたが、光秀からの求めに対し、義昭と信長に引き合わせることを条件に譲り渡し、信長の配下となる。以後、信長は順慶に大和の支配権を認める態度を取ったことから、久秀との対立関係が激化することになる。
荒木村重（あらき むらしげ）
演：松角洋平
摂津有岡城主。嫡男・村次と光秀の長女・岸は夫婦であり、光秀とは姻戚関係に当たる。
信長の家臣で毛利攻めの副将だったが、信長の義昭に対する仕打ちをはじめとする行為に不信感を募らせ、謀反を起こす。光秀の説得に対しても「義昭様を再び京に戻し政を行うという毛利に従う」として頑なに拒否する。

### 室町幕府

#### 足利家
足利義輝（あしかが よしてる）
演：向井理
室町幕府第13代将軍。
将軍家を蔑ろにしている幕臣の管領・細川晴元やその家臣・三好長慶の内紛に巻き込まれ、何度も京から近江坂本や朽木に落ち延びている。
京の本能寺前で細川藤孝と斬り結んでいた光秀の太刀筋を見て、藤孝と同じ流派の「鹿島の太刀」であることを見抜き、両者を仲裁する。
体が弱かった父・義晴から子供のころ、よき征夷大将軍となり麒麟がくる世をつくるための心得を言い聞かされている。織田家と今川家の和睦仲介嘆願のため朽木で謁見した光秀に対し、武家の棟梁である将軍を尊敬する光秀の言葉に励まされたこと、力不足で麒麟がくる世を成し得ない無念を涙をこらえて話し、奉公衆に両家への和睦を命令する。
その後、長慶と和解し京へ戻るが、長慶の傀儡に過ぎない現状に鬱積を募らせていく。観能に陪席させる名目で京に呼んだ光秀から、桶狭間の戦いに勝利し勢いに乗る織田信長を上洛させることで将軍の力を取り戻すことを説かれ、光秀を使者として尾張に遣わす。
直後に長慶が病死したことを機に、自らの力で将軍の権威を取り戻そうとするが、かえって藤孝や松永久秀らに見限られ孤立する。信長への上洛依頼が不首尾に終わった光秀が戻ると、「もっと早く出会いたかった」と思いを述べ、労をねぎらう。翌年（永禄8年）、松永久通や三好三人衆に襲撃され、奮戦するも討死する（永禄の変）。
足利義昭（あしかが よしあき）
（覚慶 → 足利義昭）
演：滝藤賢一
室町幕府第15代将軍。義輝の弟。
嫡子以外の男子は仏門に入るという将軍家の倣いに従って出家しており、法名を覚慶（かくけい）と号している。興福寺一乗院の門跡だが、しばしば身分を隠して市井に赴き、町の貧しいものに施しをする。
永禄の変では兄・義輝だけでなく弟・周暠や生母らも暗殺される。自身も三好勢によって興福寺へ幽閉されるも、藤孝らに救出され近江へ脱出し、還俗して足利義昭と名乗る。さらに、越前では朝倉義景のもとで元服し、美濃では信長に担がれ入京し15代将軍に就任する。将軍となってからも、僧侶期に知り合った駒と共に庶民のための救済施設「悲田処」の開設に意欲を見せるが、理想を実現することもできず、次第に信長との軋轢を深めていく。やがて信長打倒を決意し、諌める光秀を振り切って挙兵するが破れ、追放される。その後も毛利家の庇護を受けて備後鞆の浦で反信長の活動を続け、光秀による帰京要請にも頑なに断る。光秀のことは、「志のある人物」であると同時に「麒麟を呼べる」と評し、帰京を要請された際には「（信長がいない）そなた一人の京なら考える」と答えるなど、人としても光秀には深い信頼を寄せている。
本能寺の変から3年後、小早川隆景の招きで安芸に向かう駒と再会する。本能寺の変で真っ先に秀吉に降った隆景との比較論として、信長を良く思っていなかったが「志のある人物」と評している。
足利義栄（あしかが よしひで）
演：一ノ瀬颯
室町幕府第14代将軍。義輝と義昭の従弟。
義輝没後、左馬頭（さまのかみ）に叙任される。三好一党に担がれ、義輝亡き後の将軍職を義昭と争い将軍となるが、京に入る事無く病没する。

#### 幕臣・幕閣
三淵藤英（みつぶち ふじひで）
演：谷原章介
幕府奉公衆。通称は弾正左衛門尉。細川藤孝の異母兄。
堺の武器商・宗次郎の店で、鉄砲を求めに来た光秀と知り合う。
風姿に優れ、冷静沈着で知謀に長けている。足利将軍家への忠誠心が篤く、忠義を尽くすためなら手段を選ばない一面がある。
永禄の変の後、覚慶（のちの足利義昭）を次期将軍に擁立するため、近江を経て越前の朝倉義景のもとに身を寄せる。しかし、上洛に対する家中の意見がまとまらない朝倉家に見切りをつけ、義昭らとともに美濃の信長のもとへ向かう。その際、越前を安全に出国するため、山崎吉家や朝倉景鏡に「知恵を出し合う」ことを持ち掛けるが、これが義景の嫡男・阿君丸の毒殺につながる。
義昭の将軍就任後は幕府の重臣となる。光秀や藤孝と違い、義昭と信長の仲が険悪になっても幕府から離れることはなく、義昭が反信長のため挙兵した際にも従う。しかし戦に敗れ、光秀に預けられたのち近江坂本城で切腹を命じられる。
細川晴元（ほそかわ はるもと）
演：国広富之
細川管領家当主。室町幕府管領、摂津守護。官職は右京大夫。
将軍就任に尽力したことや年若いことなどから足利義輝を侮っており、将軍の御前で鼻をかむなどの横柄な態度から、藤英や藤孝ら奉公衆など将軍周辺には不満を持たれている。
力をつけてきた家臣・三好長慶に危機感を覚え、連歌会を利用して長慶と松永久秀の暗殺を試みるも失敗。のちに長慶により京を追われる。
三上（みかみ）
演：本田大輔
幕府奉公衆。
貞永久四郎
演：二橋進一
藤英の家臣。
一色藤長（いっしき ふじなが）
演：上杉柊平
幕府奉公衆。
永禄の変の後、藤孝らとともに覚慶を脱出させる。
細川藤賢（ほそかわ ふじかた）
演：島英臣
義昭の家臣。
本圀寺の変に際し、光秀とともに三好勢に応戦する。
摂津晴門（せっつ はるかど）
演：片岡鶴太郎
室町幕府政所執事。
実務に長け謀略も得意だが器量の狭い小人物。特に理想も無く志も無いが気位は高く、成り上がり者の信長や光秀を密かに軽蔑している。
義輝時代からの幕府官僚であり、義昭の元で政所頭人となる。既得権益を守ろうとしており、信長排斥を画策する。光秀とも事あるごとに対立し、光秀の暗殺を企むも失敗し、義昭の命で幕府を追放される。
渡辺民部（わたなべ みんぶ）
演：岩田丸
備後の国衆。
鞆の浦に逃れた義昭の警護をする。

### 朝廷

#### 皇族
正親町天皇（おおぎまちてんのう）
演：坂東玉三郎（方仁親王：須藤琉偉）
第106代天皇。諱は方仁（みちひと）。
帝位に就く前にまだ少女だった頃の伊呂波太夫と遭ったことがある。
端整な容姿から弟の覚恕に憎まれ嫌がらせをされているが、その心情を察し憐れんでもいるなど、帝らしい鷹揚な気性である。一方で多くの権力者の台頭と没落を見続けてきた経験から、権力闘争からは距離を置き醒めた目線で眺めている。
戦のない世を望むが、信長の動きを憂慮している。それを察知した信長に譲位を迫られるようになり、御所に密かに呼んだ光秀に対し「信長が道を間違えぬよう、しかと見届けよ」と伝える。
誠仁親王（さねひとしんのう）
演：加藤清史郎
正親町天皇の東宮。大の蹴鞠好きである。
譲位を目論む信長の要請により、若宮御殿から新二条御所へ移る。その際に、信長を「何事もせわしない男」と評している。

#### 公家
近衛前久（このえ さきひさ）
演：本郷奏多
近衛家当主。関白。
近衛家に拾われて育てられた伊呂波太夫とは姉弟のような間柄で、太夫には頭が上がらない。太夫からは「さき様」と呼ばれている。
三好の圧力に屈する形で義輝の後継に義栄を推挙したことで、義昭の就任後の朝廷内で立場を失くすはめになる。その後、妹が嫁いでいる丹波黒井城主・赤井直正のもとへ逃れる。光秀の丹波平定に協力する見返りとして朝廷に復帰するが、信長への協力を余儀なくされる。
二条晴良（にじょう はれよし）
演：小籔千豊
二条家当主。関白。朝廷では前久と対立している。
前久が義栄を将軍に推挙したために、対抗馬であった覚慶に近づき元服の場にも参席し、義昭将軍就任後は前久を朝廷から追い落として関白に返り咲く。
義昭が追放されると、正親町天皇から誠仁親王への譲位を画策する。
三条西実澄（さんじょうにし さねずみ）
演：石橋蓮司
大納言。太夫からは「実澄じい様」と呼ばれている。
学問好きで天皇の信頼が厚く、その命で光秀を御所に参内させる。天正7年（1579年）に死去する。

### 寺社勢力
覚恕（かくじょ）
演：春風亭小朝
天台座主（比叡山延暦寺の住持）。正親町天皇の弟。
自身の容貌を醜いと鬱屈し、兄に対してその美しさゆえに優遇されて育ちに違いを付けられたと、強い劣等感と憎しみを持つ。門跡としての権力と財力を自身の示威と放蕩につぎ込み、朝廷の困窮に関しては故意に助力せずにいる。
信長を軽んじ朝倉義景や浅井長政らをかくまったために、比叡山の焼き討ちを招く。自身は御山を留守にしていたため惨禍を免れ、武田家に逃げ込み信長討伐を焚きつける。
顕如（けんにょ）
演：武田幸三
本願寺の法主。大坂本願寺の住持。
信長の大坂本願寺攻めに対抗し、諸国で本願寺門徒を蜂起させ信長を苦しめる。10年にわたり信長に抵抗を続けるが、大坂本願寺を出て降伏する。
浄実（じょうじつ）
演：たかお鷹
大和東大寺の僧。
東大寺正倉院に収蔵されている香木「蘭奢待」を信長に献上する。

### 諸国の武家

#### 斎藤家（美濃）
斎藤道三（さいとう どうさん）
（斎藤利政 → 斎藤道三）
演：本木雅弘
斎藤家当主。美濃守護代、稲葉山城主。俗名は利政（としまさ）、通称は山城守（やましろのかみ）。
優れた軍事力と狡猾な策謀により「美濃の蝮」と呼ばれている。山城の油売りであった父と2代にわたって美濃の実質的な支配者となっているものの、反発する国衆も多く、国全体を掌握しきれていない。
吝嗇家で武家としては損得勘定を表に出すことに躊躇いがなく、謀略も厭わないため外には狡猾さばかりが目に付くが、統治者として国を富ませ安らかにすることを考え行動している。光秀には好かれてはいないが、主君としては立派だと思われている。時に意見を違えたり従わないことがあっても、へつらうことなく自身の考えを明かす光秀の正直さを買っている。これは「国主たる者は正直でなければならぬ」としており、自らの腹黒さや吝嗇も隠さない生き方をしているためである。
自らの命を救うために死んでいった家臣たちの名を忘れがちとなったことなどから老いを感じ、高政にうながされるまま出家して家督を譲るが、「我が実父は土岐頼芸」と吹聴して自らの出自を飾るばかりか異母弟たちをも謀殺した高政に憤激し、国主の資格はないと悟る。不利と知りながらも戦うことを決意し、長良川の戦いにて高政に一騎打ちを挑み、「父親殺し」を成就させて没する。戦の前には「誰にも手出しできない大きな国」を父と共に目指していたことを光秀に明かし、大きな国を造る可能性が信長にあるとして光秀に「目を離すな」と言い遺している。
斎藤義龍（さいとう よしたつ）
（斎藤高政 → 斎藤義龍）
演：伊藤英明
利政の庶長子。帰蝶の異母兄。初名は高政（たかまさ）。
光秀とは大仙寺の学友で、幼い頃から共に学問や武芸を共にしていたが、四書五経を読み終えるのに光秀の3倍の月日がかかっている。
利政からは事あるごとに後継者としての資質を危ぶむかのような扱いを受けている。また、出生の時期や直接の労りなどから実父は土岐頼芸と思いたがっており、利政に強い不満を持って反発し、美濃の国衆たちの支持を利政よりも集めている。
母・深芳野の死をきっかけに、庶長子だが嫡男として利政（道三）から家督を譲り受け、美濃守護代となる。しかし、正室の子である弟・孫四郎と喜平次の存在に危機感を覚え、病気と偽り見舞いに来た2人を殺害する。その後も「道三は父にあらず」と偽りを表明し続ける。長良川の戦いでは道三を捕縛する方針であったが、戦いには勝利するものの道三の挑発に抗えず、「父親殺し」をしてしまう。また、味方になることを強く望んでいた光秀が敵側にまわっただけでなく、自分より道三の方が国主としての有り方が優れていると認めていることを知ったため、明智城を攻め落とす。
その後上洛した折、義龍に改名。同じく上洛してきた信長の暗殺を謀るも、光秀の頼みを受けた松永久秀により事前に制止される。再会した光秀に国衆の顔色を窺ってばかりいることへの愚痴をこぼし、自分のもとで働くように誘い掛けるが、改めて拒否される。その2年後に病没する。
小見の方（おみのかた）
演：片岡京子
利政の正室。光秀の叔母、帰蝶の生母。
利政とは夫婦仲が良いが病床にあり、光秀が京から連れてきた望月東庵の治療を受ける。
帰蝶が織田家に再嫁した2年後に死去する。
深芳野（みよしの）
演：南果歩
利政の側室。高政の生母。
元は土岐頼芸の愛妾であり、利政には下げ渡された形となる。それから間もなく高政が出生したことから、実父が頼芸ではないかとの疑惑があるが、高政には父は利政であると言っている。
高政が家督を継ぐことを生き甲斐としていたが、高政が利政に敵意をぶつけて家督継承が白紙となったことから酒浸りとなり、長良川のほとりで水死する。
斎藤孫四郎（さいとう まごしろう）
演：長谷川純
利政の次男。母は小見の方。帰蝶の同母弟。
側室の子である長兄・高政の家督継承に反対しており、織田家に再嫁した姉・帰蝶と通じて明智家を味方に引き入れようとする。
高政の見舞いに訪れたところ、だまし討ちに遭い殺害される。
斎藤喜平次（さいとう きへいじ）
演：犬飼直紀
利政の三男。母は小見の方。
次兄・孫四郎とともに高政の見舞いに訪れ殺害される。
長井秀元（ながい ひでもと）
演：春田純一
斎藤家家臣。
日根野備中守（ひねの びっちゅうのかみ）
演：山本浩貴
斎藤家家臣。
高政の見舞いに訪れた孫四郎と喜平次を暗殺する。
竹腰道鎮（たけのこし どうちん）
斎藤家家臣。
長良川の戦いでは高政側に付き、一番隊を率いて討死する。
日運（にちうん）
演：有福正志
美濃常在寺の住職。
利政に対して、本能寺で鉄砲の生産をしていることを教える。

#### 土岐家（美濃）
土岐頼純（とき よりずみ）
演：矢野聖人
美濃守護。帰蝶の最初の夫。
斎藤利政に傀儡化されていることに強い不満を抱いている。戦勝祝いで稲葉山城を訪れた時に、利政と対立していた織田信秀と内通し戦いを煽っていたことを利政に糾弾され、利政が点てた茶の湯により毒殺される。
土岐頼芸（とき よりのり）
演：尾美としのり
頼純の叔父。美濃守護、鷺山城主。通称は美濃守。
登場時には守護を退いており、鷹狩をしたり鷹の絵を描くなどして無聊を慰める日々を送る。頼純の急逝を受けて、斎藤利政の要請もあったことから再び守護となる。
過去には兄・頼武と後継者を争っての一族の内紛によって土岐家の衰退を招き、斎藤家の台頭を許してしまった。利政の美濃における専横に対しては苦々しく思っているが、自身に統治力が不足していることなどから表立っては逆らえず、水面下で利政の失脚を画策する。
鷹匠を使って利政の暗殺を謀るも失敗して、その後は逆に、飼っていた鷹を城内の誰にも気づかれずに皆殺しにされたことから利政に恐れをなす。稲葉良通や安藤守就とともに馳せ参じた高政の前では平静を装ったものの、利政の思惑通りに城を抜け出し近江の六角家のもとへ逃亡する。

#### 三好家（畿内・阿波）
三好長慶（みよし ながよし）
演：山路和弘
細川家重臣。摂津守護代。堺でも強い影響力を持つ。
主君・細川晴元をしのぐ軍事力を持ち、政を巡って晴元と権力闘争をしている一方で、連歌や蹴鞠など公家の素養も持ち合わせている。
師・宗養らが参加した万里小路家の連歌会に内密で参加するが、晴元が放った刺客に襲われる。この時は松永久秀の奮闘や光秀と藤孝の助太刀もあり、久秀とともに難を逃れ京を脱出する。
のちに力を盛り返して京へ攻め込んだため内戦となり、将軍・義輝ともども晴元を京から追放。義輝と和睦後は畿内を支配し幕政の実権を握るが、病にかかり河内飯盛山城で没する。
三好義継（みよし よしつぐ）
演：黒部弘康
三好長慶の嫡男。
長慶の死後、松永久秀の嫡男・久通らとともに二条御所の義輝を襲撃する（永禄の変）。
三好長逸（みよし ながやす） / 岩成友通（いわなり ともみち） / 三好宗渭（みよし そうい）
演：宮原奨伍（長逸） / 高野弘樹（友通） / 岡けんじ（宗渭）
三好家の重臣。三好三人衆。
主君・義継とともに義輝を襲撃し、足利義栄を将軍に就ける。その後、松永久秀と対立、交戦する。信長が義昭を奉じて上洛戦を開始すると、六角承禎が観音寺城の戦いで敗れたこともあって阿波に退却する。永禄12年（1569年）、信長が京を離れた隙に本圀寺の義昭を襲撃するも、光秀らによって追い返される（本圀寺の変）。その後は信長包囲網に加わる。

#### 尾張の諸勢力
織田彦五郎（おだ ひこごろう）
演：梅垣義明
尾張守護代、清須城主。
織田弾正忠家の本家筋でありながら関係は悪く、信秀が美濃大柿城の救援のため古渡城を留守にした際には攻撃を仕掛けている。信長が信秀のあとを継いでも関係は改善されず、斎藤家の家督を継いだ高政とも誼を結ぼうとする。
家臣の坂井大膳に主君である斯波義統を暗殺させるが、義銀が信長に担がれたことで討伐の名目を与えることになる。信長陣営の切り崩しを謀って信光に誘いをかけるが逆に信光に暗殺され、清須城を信長に奪取される。
斯波義統（しば よしむね）
演：有馬自由
尾張守護。
守護とは名ばかりで織田彦五郎の傀儡となっていたが、清須城で彦五郎の家臣・坂井大膳に暗殺される。
斯波義銀（しば よしかね）
演：松田周
斯波義統の子。
父・義統が暗殺されると那古野城にいる信長のもとに身を寄せ、仇討の助勢を請う。彦五郎が暗殺された後は信長とともに清須城に凱旋する。
千秋季光（せんしゅう すえみつ）
演：金井良信
熱田神宮大宮司。通称は紀伊守（きいのかみ）。
信秀とともに美濃に出征するが、井ノ口の戦いで戦死する。

#### 今川家（駿河・遠江）
今川義元（いまがわ よしもと）
演：片岡愛之助
今川家当主。駿河遠江守護。官職は治部大輔、のちに三河守。
三河の地を巡って織田信秀と対立している。安城城の戦いで信秀の長男・信広を捕らえ、織田家の人質となっていた松平竹千代との人質交換で三河を手中にする。勢いに乗じて尾張に侵攻するも、桶狭間の戦いで信長に敗れ討ち死にする。
太原雪斎（たいげん せっさい）
演：伊吹吾郎
今川家重臣の僧侶。義元の軍師。
総大将として三河に軍事遠征しており、小豆坂の戦いでは信秀に深手を負わせる。
「うつけ」と評判の信長に対し、利政が認めた相手であることからその噂に疑念を抱き、警戒心を強める。そのため治療に訪れた東庵に「信長を討つため自分をあと2年生かしてほしい」と依頼するが、信長討ちが叶わぬまま死去する。
朝比奈親徳（あさひな ちかのり）
演：山口馬木也
今川家家臣。
雪斎亡き後に義元の側近となる。桶狭間の戦いでは義元の側にて奮戦する。
鵜殿長照（うどの ながてる）
演：佐藤誓
今川家家臣。
大高城に入城した松平元康に転戦命令を繰り返したことから、城内にいる三河勢からの反発を招く。

#### 徳川家（三河・遠江）
徳川家康（とくがわ いえやす）
（松平竹千代 → 松平元信 → 松平元康 → 徳川家康）
演：風間俊介（竹千代：岩田琉聖 / 元信：池田優斗）
松平広忠の嫡男。幼名は竹千代（たけちよ）、初名は元信（もとのぶ）、次いで元康（もとやす）と名乗り、今川氏から独立後に徳川の姓を名乗り徳川家康に改名する。
尾張古渡城で織田家の人質となっていたところ、農民として潜入していた光秀と出会う。生き別れた母に会うため刈屋城に連れて行くよう光秀に頼むが、我慢して時を待つよう諭される。織田家では信長に懐いており、信勝の将棋を「つまらない」と評する。
父・広忠を暗殺したのは信長の命であることを承知の上で、信広との人質交換で今川家へと身柄を移すが、今川が三河にとって敵であるとの認識を心に秘める。
今川義元による最後の尾張侵攻では先鋒として三河勢を率いる。母から離反を促す書状を受け取るも、家臣を犬死にから守るため、しばらくは今川勢に従い続ける決断を下す。しかし義元が三河守になったことを知り、また今川勢が三河勢を酷使しようとすることに反発。家臣に休養を取らせることを名目に転戦命令を拒み、このことが結果的に義元敗死の一因となる。
その後は信長の同盟者として戦うが、信長を完全に信用しているわけではなく、織田家で唯一信頼できる人物である光秀に不安を打ち明けることもある。築山殿と嫡子の信康が信長に疑われた際には摂津沖の船上で光秀に密会し、光秀への信頼をさらに強める。甲州征伐を祝して信長から安土に招かれるにあたり、毒殺を恐れて饗応役に光秀を指名したが、これが信長の反感を招く。理不尽な仕打ちを受けた光秀を見て謀反の可能性を感じ取り菊丸を派遣するが、光秀から200年300年続く平和な世を共に作りたいとの手紙を託されたことで、急ぎ三河へ帰還する。
松平広忠（まつだいら ひろただ）
演：浅利陽介
竹千代の父。松平家当主。三河岡崎城主。
嫡男の竹千代を人質として織田家に出していたが、今川家を仰ぐことを決める。今川による織田攻めを前に信長の手の者に暗殺され、その首級は信長から信秀に献上されることとなる。
於大の方（おだいのかた）
演：松本若菜
竹千代の母。
水野家が織田方についたため、広忠に離縁されて刈屋城に戻されている。今川による尾張侵攻の際、信長に相談のうえで、元康に離反を促す書状を書き送る。
桶狭間の戦いの後、16年ぶりに元康と再会する。
水野信元（みずの のぶもと）
演：横田栄司
竹千代の伯父。於大の方の兄。三河刈屋城主、のち尾張緒川城主。
源応尼（げんおうに）
演：真野響子
元康の母方の祖母。於大の方の実母。駿府・智源院の尼僧。
駿府で元康の保護者代わりとして付き添っている。
築山殿（つきやまどの）
演：小野ゆり子
家康の正室。
菊丸（きくまる）
演：岡村隆史
三河出身の農民。
野盗に捕縛され売られそうになっていたところ、美濃明智荘にて光秀によって解放される。周辺国の状況や事情に詳しく、市や海道に物売りに出かけることもある。その後もたびたび光秀と出会い、主に光秀の旅回りのときには色々と手伝うようになる。光秀を通じて知り合った駒に対しては「知ると離れがたくなる御方」と光秀を評している。
正体は竹千代の母・於大と水野家に仕える忍び（乱波）。水野家より竹千代を見守ることを命じられており、尾張近辺に潜入していたのもそのためで、光秀の前で人質となっている竹千代の境遇に深く同情し共感を示す態度をとってもいる。竹千代が今川家に渡されると同じく自身も駿河に移り、惹かれている駒の影響もあって薬種問屋に春次（はるじ）の名で勤め始める。
今川の尾張攻めの際には、於大からの書状を陣中の元康に届けて自身も織田信長への加戦を元康に促している。
信長の入京後は家康の忍びとして諸国で諜報活動を行っており、得た情報が光秀に伝えられることも多々ある。その後、東庵や駒の助手となり、常連のなかや丸薬の販売先から情報を聞き出していたが、秀吉に見破られる。光秀も菊丸の正体に気づき逃亡するよう促され三河に戻るが、その後も家康の密使としてしばしば光秀の前に現れる。本能寺の変前には光秀を案じる家康により供をするように派遣されるが、家康への伝言を託され返される。

#### 朝倉家（越前）
朝倉義景（あさくら よしかげ）
演：ユースケ・サンタマリア
朝倉家当主。越前守護。
越前に落ち延びてきた光秀たち明智家一門を受け入れる。資金援助を断った光秀に対して必ずしも良い感情を抱いてはいないが、資質と利用価値は認めており、義輝の上京要請や義昭の将軍としての資質を見定める際の使者として指名している。
基本的には、争いごとなど面倒には巻き込まれたくないと考えている。また、貴族趣味な暮らしぶりを好み、伊呂波太夫からは和歌を詠んでいるのがお似合いと評されている。
義輝の後継争いへの介入には当初消極的であったが、光秀の意見を容れて義昭一行を越前に迎え入れ、元服にあたっては烏帽子親を務め、最終的に義昭を擁して上洛する意志を固める。しかし、朝倉景鏡をはじめとして家中の意見をまとめることができずにいる間に、義昭一行に信長を頼みとする選択をされてしまう。面目を潰されたと妨害にでるも、溺愛していた阿君丸が毒殺され、抜け殻のような状態に陥る。
義昭擁立後には、見下していた信長に従うことを良しとせず、反信長勢力として戦うこととなる。しかし徐々に劣勢となり、一乗谷城の戦いで景鏡の裏切りにより命を落とす。
山崎吉家（やまざき よしいえ）
演：榎木孝明
朝倉家家老。
義昭を擁して上洛する義景の意思には表面上は従っているが、本心は反対であり、藤英からの「知恵を出し合う」提言に与する。義昭上洛後の信長との戦いでは、比叡山で光秀と義景を引き合わせるなど、和平の道を目指す一方で信長の精鋭軍と幾度も激戦を繰り広げるが、天正元年（1573年）に織田軍との戦い（刀根坂の戦い）で討死する。
朝倉景鏡（あさくら かげあきら）
演：手塚とおる
義景の従兄弟。朝倉家一門衆。
義昭を擁しての上洛には強く反対しており、藤英からの「知恵を出し合う」提言に与する。信長が一乗谷に攻め込み朝倉家が風前の灯になった際、織田軍に内応して義景を自害に追い込む。
阿君丸（くまきみまる）
演：森優理斗
朝倉義景の嫡男。義景から溺愛されている。忠太郎という名の鼠を飼う。
義景が義昭を擁して上洛する意志を固めた矢先、幼くして毒殺されてしまう。
小宰相（こざいしょう）
演：原田佳奈
義景の妻。阿君丸の母。
宇野市兵
演：剣持直明
朝倉家家臣。
光秀と義景の間を取り持つが頼りない。

#### 浅井家（近江）
浅井長政（あざい ながまさ）
演：金井浩人
浅井家当主。近江国小谷城主。市の夫、織田信長の義弟。
父・久政の代より朝倉家と関係が深かったことから、条件を破り越前金ヶ崎城攻めをしていた信長を裏切り撤退させる（金ヶ崎の退き口）。
その後は信長包囲網に加わり信長と戦うも、小谷城を攻められ自害する。
市（いち）
演：井本彩花
信長の妹。長政の正室。
長政が信長を裏切る一昨年前、朝倉家を信長が攻めないことを条件に輿入れをしている。

#### 武田家（甲斐）
武田信玄（たけだ しんげん）
演：石橋凌
武田家当主。甲斐守護、躑躅ヶ崎館城主。
足利義昭の挙兵に応じ、反信長勢力の雄として武田軍を率いて京へ進軍。途中で徳川家康を撃退し（三方ヶ原の戦い）、信長に危機感を与えるが病死する。主を失った武田軍が甲斐へ引き揚げたことで信長包囲網は崩壊し、義昭は京を追放されることとなる。

#### 丹波の国衆
波多野秀治（はたの ひではる）
演：白畑真逸
丹波の大名、波多野家当主。八上城主。額に刀傷がある。
丹波攻略を進める織田軍に対して黒井城主・赤井直正とともに抵抗を続けていたが、長弟・末弟を従え光秀に降伏する。
命は保証するという光秀の言葉を信じて安土城下へ護送されたが、信長の命により慈恩寺（浄厳院）にて処刑される。その首級は信長の命で塩漬けにされた。信長は光秀を喜ばせようと思っての措置だったが、自分の計らいを無にされた光秀の反発を招く結果となる。
荒木
演：菅原永二
丹波の国衆。
鞆の浦に逃れた足利義昭からの要請に応じ、丹波攻略を進める織田軍に抵抗していたが光秀に降伏する。

### 諸国の市井

#### 京の市井
駒（こま）
演：門脇麦（幼少期：田中乃愛）
望月東庵の助手。戦災孤児。
幼いころの戦による大火で両親を失い、自らも「手の大きな侍」（演：白畑真逸）に救出される。その後は旅芸人一座に預けられて諸国を巡り、京にて東庵に引き取られる。
侍から「いつか平和になると顕れるという麒麟がくる世になる」と慰められており、その話を光秀にしている。その後も縁があって、たびたび共に過ごすうちに光秀を想うようになる。また、助けてくれた侍が明智家家紋の桔梗紋を染めた布を持っていたことを、再会した伊呂波大夫の昔話から知り、明智家と自分の因縁に感じ入っている。その後、その侍が度々諸国を旅していた光秀の父・光綱であることが判明する。
東庵の美濃行きにも同行した際には帰蝶の怪我を治療し、また光秀が京の争乱で負った重傷を手当てしたことなどから、帰蝶や牧とも親しくなる。牧からは礼として桔梗紋の入った扇を贈られている。
駿府を離れる際に、芳仁から彼が編み出した丸薬の製法を託され、貧しい人々を救いたいとの思いから、京で自ら丸薬を作り始める。当初は貧しい人々のために無償で配布していたが、「良く効く丸薬」として評判になり、伊呂波太夫からの申し入れで寺社から受注するようになるうちに薬を「芳仁丸」と名付ける。さらに光秀の政治的交渉を助けるために宗久にも薬を卸すようになる。
療治の行き来や旅、知人を介した巡り合わせにより、太源雪斎、松平元康、木下藤吉郎、還俗前からの足利義昭、近衛前久、今井宗久らとも知己を得る。特に義昭とは親しく交わり、義昭の悲願である救済施設「悲田処」の建設を共に語らうまでとなる。義昭の追放後には光秀の娘・たまと親しくなり、たびたび助言を行う。
望月東庵（もちづき とうあん）
演：堺正章
京の医師。上中流層からも招かれる名医。被災した貧しい庶民からは治療しても代金を取らない方針でいる。
過去の出来事から、乱世にも人にも頓着のない有様の支配層を嘆いて上中流層からの招聘を断るようになり、庶民の中に身を置いて双六や闘鶏などの博打に明け暮れる日々を送る。
当初は光秀の美濃での治療の願い出も断ったが、知り合いの子供を光秀が身を挺して火災から救出したことなどから美濃行きを承諾し、小見の方の治療をする。
上中流層との交流があることを見込まれ、利政や信秀からも諜報活動の手助けを要請される。当初は守秘義務を理由に断ろうとしたが、利政に駒を人質とされたため、信秀が今川との戦傷の後遺症から余命が短いことを伝える。その後も、主に医療行為の費用目当てに信秀や駿河の雪斎などの招聘に応えるため、諸国を旅することもある。
将棋に関しては「将棋の東庵」と呼ばれたほどと豪語しており、松平元康と将棋を指した際はほとんどの対局で勝利している。
正親町天皇の親王時代に侍医を務めており、即位後は政情の話をしながら親しく対局する間柄となっている。
伊呂波太夫（いろはだゆう）
演：尾野真千子（幼少期：田中悠愛）
旅芸人一座の女座長。子どものころの駒が一時期身を寄せていた一座におり、再会した際には座長として諸国を巡りながらの興行を行っている。
京の遊廓で生まれたがすぐに捨てられ、摂家である近衛家に拾われて育つ。その後、近衛家を離れてはいるが伝手と人脈が豊富な様子が見受けられ、依頼があると傭兵や武器を用意して斡旋したり、遠方からの要請に対して人を仲介するなどの仕事も引き受けている。
近衛家を離れる際に、荒廃した御所で方仁親王（のちの正親町天皇）に出会い、温石を譲り受けている。親王の優しさに感じ入っており、京、特に美しい御所の復活が宿願ともなっている。
一座の男
演：ねんど大介
旅芸人。先頭で火を吹きながら練り歩く。
牛蔵
演：綾田俊樹
京の質屋。
過去に望月東庵から腰痛の治療を受け完治した恩を忘れ、診療所の備品を安値で買い取っている。
竹造（たけぞう） / ミキ / ウメ
演：やべきょうすけ（竹造） / 安藤聖（ミキ） / 苑美（ウメ）
京の酒屋一家。ミキは竹造の妻。ウメは2人の娘で、東庵に歯の治療を受けるだけでなく、双六遊びなどをして可愛がられている。
ウメが内乱による火災に巻き込まれたところを光秀に救出される。
伊平次（いへいじ）
演：玉置玲央
本能寺の鉄砲鍛冶師。明智荘の出身。
刀鍛冶としての腕は優れているが酒癖が悪く、美濃関では鍛冶屋を転々としたが、近江で鉄砲鍛冶の職人となり、のちに本能寺で将軍・義輝の密命により鉄砲を製造する。
幼いころに藤田家の井戸で冷やしていた瓜を盗もうとして転落し、光秀に助けられたことがある。その恩返しのため、光秀に鉄砲の仕組みや長慶の暗殺計画を教える。
タケ
演：町田マリー
京の遊女。
遊廓で伊平次とともに長慶の暗殺計画を盗み聞きする。
トメ吉
演：濱津隆之
茶の振売。娘（演：野澤しおり）がいる。
京の町で茶を売り歩いており、東庵や駒とも懇意である。
平吉（へいきち）
演：込江大牙
京に住む少年。貧民街で母親（演：異儀田夏葉）や幼い弟妹と暮らしている。
寺社を通じて貧しい人々に渡していた丸薬を、母の病気という偽りの理由で手に入れ転売したことを駒にとがめられるが、その利益で窮乏する家族の糧としていたことから、駒にそれまでの丸薬の流通の仕方に迷いを与えることになる。
売られた妹を救い出すため、駒に懇願して手に入れた丸薬を売り歩くが、比叡山の戦に巻き込まれて命を落とす。
日海（にちかい）
演：佐々木睦
棋士。
本能寺の変の前夜、信長の碁の相手をする。

#### 堺の市井
今井宗久（いまい そうきゅう）
演：陣内孝則
堺の豪商。鉄砲や玉薬などを商う。
当代屈指の文化人でもあり、彼が開く茶席には千宗易ら商人だけでなく諸国の武将たちも集う。
駒が作る丸薬「芳仁丸」に出資することがきっかけで光秀と知り合い、光秀が大和の豪族・筒井順慶と繋がるきっかけとなる。
宗次郎（そうじろう）
演：大塚明夫
堺の武具商「辻屋」の主。鉄砲を商う。
光秀には鉄砲を売らなかったが、光秀が室町幕府と繋がるきっかけとなる。

#### 駿河の市井
芳仁（ほうじん）
演：ベンガル
駿府の郊外に住む老人。ありふれた薬草から効き目のよい丸薬を作っている。
駒から療治を受けており、駒が駿府を離れる際には丸薬の製法を託して亡くなる。
五十次
演：鈴木一功
駿府の商人。
駒に戦（桶狭間の戦い）が近いことを伝える。

#### その他の市井
弥平（やへい）
演：ウダタカキ
美濃の農民。
光秀が農民に扮して尾張に潜入する際の道案内をする。
鶴平
演：三上市朗
近江国友村の鍛冶師。
足利将軍家から鉄砲について口外しないよう言い渡されている。美濃の刀工・孫六の紹介状を持っていた光秀から、鉄砲についての情報提供を懇願されたが断る。
島井宗室（しまい そうしつ）
演：花柳寿楽
筑前博多の商人。茶人。
本能寺の変の前夜、信長とともに茶碗や茶器、茶道具の目利きをする。

## スタッフ
- 作：池端俊策 / 前川洋一 / 岩本真耶 / 河本瑞貴
- 音楽：ジョン・グラム
- 語り：市川海老蔵
- テーマ音楽演奏：NHK交響楽団
- テーマ音楽指揮：広上淳一
- 和太鼓演奏：林英哲
- 題字：中塚翠涛
- 脚本協力：岩本真耶 / 河本瑞貴

- 時代考証：小和田哲男
- 風俗考証：佐多芳彦
- 建築考証：三浦正幸
- 医事考証：星野卓之
- 古文書考証：大石泰史
- 殺陣武術指導：久世浩
- 所作指導：花柳寿楽[注釈 5]
- 馬術指導：田中光法
- 芸能考証・指導：友吉鶴心
- 庭園指導：北山安夫
- 鉄砲指導：廣瀬一實
- 華道・茶道指導：井関脩智
- 書道指導：金敷駸房
- 水墨画指導：川瀬伊人
- 仏事指導：浜島典彦 / 細川晋輔 / 近松誉 / 長澤昌幸 / 夛川良俊 / 末廣正栄
- 兵法指導：木崎俊造 / 家村和幸
- お手玉指導：ねんど大介[注釈 6]
- 賭博・双六指導：伊藤拓馬
- 貝合わせ指導：生越仁子
- 蹴鞠指導：上田恒弘 / 髙野健次
- 鍛冶指導：草野武
- 囲碁指導：田尻悠人 / 奥田あや
- 将棋指導：堀口弘治
- 綱渡り指導：いはらつトム
- アクション指導：青木哲也
- 鼓指導：田中傳一郎 / 望月左太寿郎
- 易占指導：奈良場勝
- キリスト教指導：川村信三
- 和竿釣り指導：松林真弘
- 操船指導：千葉清次郎
- 資料提供：小和田泰経 / 𠮷澤樹理 / 松﨑高明 / 佐藤優祈 / 福井県立一乗谷朝倉氏遺跡資料館
- 取材：菅將仁
- 衣装デザイン：黒澤和子
- 特殊メイク：江川悦子
- タイトルバック映像：多田琢 / 井口弘一 / 稲垣護
- 音楽プロデューサー：備耕庸

- 撮影協力：岐阜県 / 滋賀県 / 京都府 / 茨城県 / 栃木県 / 茨城県常陸大宮市 / 水戸市 / 石岡市 / 笠間市 / 岩手県奥州市 / 栃木県塩谷町 / 壬生町 / 真岡市 / 千葉県匝瑳市 / 御宿町 / 長野県茅野市 / 林野庁関東森林管理局茨城森林管理署 / 諏訪圏フィルムコミッション / 真宗大谷派 / 身延山久遠寺 / 宮内庁正倉院事務所 / 金蔵寺 / 総本宮京都愛宕神社
- 取材協力：千葉県立農業大学校
- 制作統括：落合将 / 藤並英樹
- プロデューサー：中野亮平 / 佐々木享
- 演出：大原拓 / 藤並英樹 / 一色隆司 / 佐々木善春 / 深川貴志
- 副音声解説：宗方脩 / 道谷眞平

### 麒麟がくる紀行
- 語り：桑子真帆[50]
- 歌：堀澤麻衣子
- ウクレレ演奏：ジェイク・シマブクロ
- バイオリン演奏：川井郁子

## 受賞
- GQ Men of the Year2020 アクター・オブ・ザ・イヤー賞（本木雅弘、本作品での演技および『プロフェッショナル 仕事の流儀』放送での話題性に対して）[51]
- 第29回橋田賞（池端俊策、長谷川博己）[52]
- 第24回日刊スポーツ・ドラマグランプリ 主演男優賞（長谷川博己）[53] 、助演男優賞（染谷将太）[54]

## 放送

### 放送時間
- NHK BS4K：毎週日曜 9時 - 9時45分、20時 - 20時45分（2020年4月5日放送分から総合テレビとのサイマル放送を実施）
- NHK BSプレミアム：毎週日曜 18時 - 18時45分
- 総合テレビ：毎週日曜 20時 - 20時45分
- （再放送）総合テレビ：毎週土曜 13時5分 - 13時50分 / BS4K：毎週日曜 8時 - 8時45分

### ダイジェスト
『5分でわかる麒麟がくる』として放送翌日（毎週月曜日）0時5分 - 0時10分（放送当日の深夜）に総合テレビで5分間のダイジェスト版（字幕あり、解説なし）が放送された。再放送は毎週水曜4時2分と日曜5時45分から行われた。

### 放送日程
- 初回は30分拡大[55]
- 最終回は15分拡大。

| 放送回                                                  | 放送日         | サブタイトル       | 脚本              | 演出            | 紀行                                                                             | 地上波視聴率 | BS視聴率 |
| ------------------------------------------------------- | -------------- | ------------------ | ----------------- | --------------- | -------------------------------------------------------------------------------- | ------------ | -------- |
| 第01回                                                  | 2020年01月19日 | 光秀、西へ         | 池端俊策          | 大原拓          | 明智城跡（岐阜県可児市）                                                         | 19.1%        | 3.3%     |
| 第02回                                                  | 1月26日        | 道三の罠           | 池端俊策          | 大原拓          | 稲葉山城（岐阜城）（岐阜県岐阜市）                                               | 17.9%        | 3.9%     |
| 第03回                                                  | 2月02日        | 美濃の国           | 池端俊策          | 大原拓          | 土岐氏一日市場館跡（岐阜県瑞浪市） 枝広館跡（長良公園）（岐阜県岐阜市）          | 16.1%        | 3.6%     |
| 第04回                                                  | 2月09日        | 尾張潜入指令       | 池端俊策          | 藤並英樹        | 津島神社（愛知県津島市） 古渡城跡（東別院）（愛知県名古屋市）                    | 13.5%        | 4.0%     |
| 第05回                                                  | 02月16日       | 伊平次を探せ       | 池端俊策          | 藤並英樹        | 国友町（滋賀県長浜市）                                                           | 13.2%        | 4.5%     |
| 第06回                                                  | 02月23日       | 三好長慶襲撃計画   | 池端俊策          | 大原拓          | 花の御所跡石敷きの遺構（京都府京都市） 越水城跡（兵庫県西宮市）                  | 13.8%        | 4.7%     |
| 第07回                                                  | 03月01日       | 帰蝶の願い         | 池端俊策          | 一色隆司        | 熱田神宮（愛知県名古屋市）                                                       | 15.0%        | 4.7%     |
| 第08回                                                  | 03月08日       | 同盟のゆくえ       | 池端俊策          | 大原拓          | 那古野城跡（愛知県名古屋市）                                                     | 13.7%        | 4.5%     |
| 第09回                                                  | 03月15日       | 信長の失敗         | 岩本真耶          | 佐々木善春      | 妻木城跡（岐阜県土岐市）                                                         | 15.0%        | 5.0%     |
| 第10回                                                  | 03月22日       | ひとりぼっちの若君 | 池端俊策          | 一色隆司        | 岡崎城（愛知県岡崎市） 加藤図書屋敷跡（愛知県名古屋市）                          | 16.5%        | 4.7%     |
| 第11回                                                  | 03月29日       | 将軍の涙           | 池端俊策          | 大原拓          | 興聖寺（滋賀県高島市）                                                           | 14.3%        | 5.5%     |
| 第12回                                                  | 04月05日       | 十兵衛の嫁         | 池端俊策          | 佐々木善春      | 万松寺（愛知県名古屋市）                                                         | 14.6%        |          |
| 第13回                                                  | 04月12日       | 帰蝶のはかりごと   | 池端俊策          | 深川貴志        | 鷺山城（岐阜県岐阜市） 法雲寺（岐阜県揖斐川町）                                  | 15.7%        |          |
| 第14回                                                  | 04月19日       | 聖徳寺の会見       | 池端俊策          | 大原拓          | 聖徳寺跡（愛知県一宮市） 村木砦跡（愛知県東浦町）                                | 15.4%        |          |
| 第15回                                                  | 04月26日       | 道三、わが父に非ず | 池端俊策          | 一色隆司        | 臨済寺（静岡県静岡市）                                                           | 14.9%        |          |
| 第16回                                                  | 05月03日       | 大きな国           | 池端俊策          | 一色隆司        | 大桑城跡（古城山登山口）（岐阜県山県市）                                         | 16.2%        |          |
| 第17回                                                  | 05月10日       | 長良川の対決       | 岩本真耶 池端俊策 | 大原拓          | 常在寺（岐阜県岐阜市）                                                           | 14.9%        |          |
| 第18回                                                  | 05月17日       | 越前へ             | 岩本真耶          | 佐々木善春      | 一乗谷朝倉氏遺跡（朝倉館跡）（福井県福井市） 称念寺（福井県坂井市）              | 15.1%        |          |
| 第19回                                                  | 05月24日       | 信長を暗殺せよ     | 前川洋一          | 深川貴志        | 清洲城（愛知県清須市）                                                           | 15.7%        |          |
| 第20回                                                  | 05月31日       | 家康への文         | 池端俊策          | 一色隆司        | 大高城跡（愛知県名古屋市）                                                       | 15.3%        |          |
| 第21回                                                  | 06月07日       | 決戦！ 桶狭間      | 池端俊策          | 一色隆司        | 善照寺砦跡（愛知県名古屋市） 沓掛城址（愛知県豊明市）                            | 16.3%        |          |
| （放送中断）                                            |                |                    |                   |                 |                                                                                  |              |          |
| 第22回                                                  | 08月30日       | 京よりの使者       | 前川洋一          | 大原拓          | 興福寺・多聞山城跡（奈良県奈良市）                                               | 14.6%        |          |
| 第23回                                                  | 09月13日       | 義輝、夏の終わりに | 池端俊策          | 佐々木善春      | 小牧山城（愛知県小牧市）                                                         | 13.4%        |          |
| 第24回                                                  | 09月20日       | 将軍の器           | 河本瑞貴 池端俊策 | 佐々木善春      | 公方屋敷跡（滋賀県甲賀市） 矢島御所跡（滋賀県守山市）                            | 13.1%        |          |
| 第25回                                                  | 09月27日       | 羽運ぶ蟻           | 前川洋一          | 深川貴志        | 織田信長公居館跡（岐阜県岐阜市）                                                 | 12.9%        |          |
| 第26回                                                  | 10月04日       | 三淵の奸計         | 池端俊策          | 深川貴志        | 御所・安養寺跡（福井県福井市）                                                   | 13.0%        |          |
| 第27回                                                  | 10月11日       | 宗久の約束         | 池端俊策          | 一色隆司        | 開口神社（大阪府堺市）                                                           | 13.0%        |          |
| 第28回                                                  | 10月18日       | 新しき幕府         | 池端俊策          | 大原拓          | 旧二条城復元石垣（京都御苑内）（京都府京都市）                                   | 12.5%        |          |
| 第29回                                                  | 10月25日       | 摂津晴門の計略     | 池端俊策          | 大原拓          | 近衛邸跡（京都御苑内）（京都府京都市） 興禅寺（兵庫県丹波市）                    | 13.2%        |          |
| 第30回                                                  | 11月01日       | 朝倉義景を討て     | 池端俊策          | 佐々木善春      | 妙覚寺（京都府京都市）                                                           | 11.9%        |          |
| 第31回                                                  | 11月08日       | 逃げよ信長         | 河本瑞貴          | 一色隆司        | 国吉城跡（福井県美浜町） 金ヶ崎城跡（福井県敦賀市）                              | 13.8%        |          |
| 第32回                                                  | 11月15日       | 反撃の二百挺       | 池端俊策          | 深川貴志        | 姉川古戦場跡（滋賀県長浜市）                                                     | 13.3%        |          |
| 第33回                                                  | 11月22日       | 比叡山に棲む魔物   | 池端俊策          | 一色隆司        | 比叡山延暦寺（滋賀県大津市）                                                     | 13.1%        |          |
| 第34回                                                  | 11月29日       | 焼討ちの代償       | 池端俊策          | 佐々木善春      | 興福寺（奈良県奈良市） 菅田比賣神社（奈良県大和郡山市）                          | 13.6%        |          |
| 第35回                                                  | 12月06日       | 義昭、まよいの中で | 池端俊策          | 大原拓          | 常泉寺（愛知県名古屋市） 頭陀寺城跡・松下屋敷跡（静岡県浜松市）                  | 12.7%        |          |
| 第36回                                                  | 12月13日       | 訣別               | 池端俊策          | 一色隆司        | 坂本城跡（滋賀県大津市）                                                         | 12.3%        |          |
| 第37回                                                  | 12月20日       | 信長公と蘭奢待     | 河本瑞貴          | 深川貴志        | 槙島城跡（京都府宇治市） 枇杷庄天満宮社（京都府城陽市）                          | 12.2%        |          |
| 第38回                                                  | 12月27日       | 丹波攻略命令       | 池端俊策          | 藤並英樹        | 高桐院（大徳寺塔頭）（京都府京都市）                                             | 11.5%        |          |
| 第39回                                                  | 2021年01月03日 | 本願寺を叩け       | 河本瑞貴 岩本真耶 | 深川貴志        | 西教寺（滋賀県大津市）                                                           | 11.4%        |          |
| 第40回                                                  | 01月10日       | 松永久秀の平蜘蛛   | 池端俊策          | 大原拓          | 信貴山（奈良県平群町） 達磨寺（奈良県王寺町）                                    | 13.6%        |          |
| 第41回                                                  | 01月17日       | 月にのぼる者       | 池端俊策          | 佐々木善春      | 安土城跡（滋賀県近江八幡市）                                                     | 13.4%        |          |
| 第42回                                                  | 01月24日       | 離れゆく心         | 池端俊策          | 一色隆司        | 伊丹城跡（兵庫県伊丹市）                                                         | 13.8%        |          |
| 第43回                                                  | 01月31日       | 闇に光る樹         | 池端俊策          | 一色隆司        | 八上城跡（兵庫県丹波篠山市） 福知山城（京都府福知山市）                          | 13.9%        |          |
| 最終回                                                  | 02月07日       | 本能寺の変         | 池端俊策          | 大原拓 一色隆司 | 本能寺跡（京都府京都市） 勝龍寺城跡（京都府長岡京市） 御霊神社（京都府福知山市） | 18.4%        |          |
| 平均視聴率：14.4%（ビデオリサーチ調べ、関東地区・世帯） |                |                    |                   |                 |                                                                                  |              |          |

- 視聴率はビデオリサーチ調べ、関東地区・世帯・リアルタイム。

### 放送休止・時間変更
- 6月14日から8月23日までは、新型コロナウイルスの感染拡大に伴う収録見合わせのため、放送を休止。放送休止期間は以下の日程を除き、総合テレビとBSプレミアムでは特集番組『麒麟がくるまでお待ちください』と総集編『これまでの名場面すべて見せます』を放送。BS4Kの日曜午前9時枠では8月2日まで第1回からの再放送を実施（午後8時枠は別番組）[21][24]。
  - 7月5日は総合テレビで東京都知事選開票速報を放送（BSプレミアムでの放送時間帯および総合テレビでの再放送枠はそれぞれ別番組）。
  - 7月19日と8月2日は総合テレビで『ダーウィンが来た!』の拡大版を放送（BSプレミアムでの放送時間帯および総合テレビでの再放送枠はそれぞれ別番組）。
- 9月6日は、総合テレビで台風10号関連ニュースを放送したため、放送を休止（BSプレミアムでの放送時間帯およびBS4Kの午後8時枠は別番組に差し替え[注釈 7]）[65][66]。BS4Kの本放送枠は予定通り放送された。
- 11月1日の総合テレビでの放送は、近畿地方のみ19時58分 - 20時15分に大阪都構想住民投票の開票速報[注釈 8]を放送したため、15分遅れの時差ネット（20時15分 - 20時59分30秒）で放送[67][68]（その他の地域およびBSプレミアム・BS4Kでは通常枠で放送）。
- 2021年1月2日の総合テレビでの再放送は、12時15分 - 16時40分に『第57回全国大学ラグビー選手権 準決勝』中継を放送したのに伴う特別編成のため、250分繰り下げ（17時15分 - 17時59分30秒）となった。

### 放送休止期間の特集番組
麒麟がくるまでお待ちください 戦国大河ドラマ名場面スペシャル
過去に放送した戦国時代を舞台とする大河ドラマの人気作品を取り上げ、名場面や出演者が語るエピソード、大河ファンのゲストとのトークなどを放送。
司会は高橋英樹（『国盗り物語』主演：織田信長 役）、川島明（麒麟）。ナレーションは桑子真帆。
| 放送日 | 内容                      |
| --- | ------------------------- |
| 6月14日 | 独眼竜政宗                |
| ゲスト：伊達みきお（サンドウィッチマン・伊達氏縁者）、松村邦洋 インタビューゲスト：渡辺謙（主演：伊達政宗 役） |                           |
| 6月21日 | 国盗り物語                |
| ゲスト：近藤正臣（明智光秀 役）、松村邦洋 インタビューゲスト：三田佳子（深芳野 役）                            |                           |
| 6月28日 | 利家とまつ 加賀百万石物語 |
| ゲスト：唐沢寿明（主演：前田利家 役）、松村邦洋 インタビューゲスト：反町隆史（織田信長 役）                    |                           |
| 7月12日 | 秀吉                      |
| ゲスト：竹中直人（主演：豊臣秀吉 役）、松村邦洋 インタビューゲスト：村上弘明（明智光秀 役）                    |                           |

「麒麟がくる」までお待ちください〜キャスト・スタッフが明かす大河ドラマの舞台裏
7月26日に19時30分からの拡大版として放送（BSプレミアムでの放送時間帯および総合テレビでの再放送枠はそれぞれ別番組）。
『あなたが主役 50ボイス』が扱ってきた『龍馬伝』以降の大河ドラマ制作現場の舞台裏や出演者・スタッフのインタビューなどを再編成して放送。
門脇麦（駒 役）をゲストに迎え、司会は春風亭昇太と小池栄子（ともに『あなたが主役 50ボイス』司会）が担当。
これまでの名場面すべて見せます
8月30日からの放送再開に先駆けて、総集編を放送。BS4Kでも放送。
予告編のナレーションをお笑いコンビ「麒麟」（川島明、田村裕）が担当した。
| 放送回 | 放送日  | 番組表上のサブタイトル      | サブタイトル | 本編回          |
| ------ | ------- | --------------------------- | ------------ | --------------- |
| 第一集 | 8月09日 | 「麒麟がくる」まであと3週！ | 旅立ち       | 第01回 - 第08回 |
| 第二集 | 8月16日 | 「麒麟がくる」まであと2週！ | 動乱         | 第09回 - 第15回 |
| 第三集 | 8月23日 | 「麒麟がくる」まであと1週！ | 誇り高く     | 第16回 - 第21回 |

### 総集編
2021年2月23日（火・祝）、総合・BS4Kで放送。語りは帰蝶役の川口春奈が担当し、帰蝶の視点で再構成して編集がされている。
| 放送回 | サブタイトル | 放送時間（総合）    | 放送時間（BS4K）    | 視聴率（総合） |
| ------ | ------------ | ------------------- | ------------------- | -------------- |
| 第一回 | 美濃編       | 13時5分 - 14時      | 13時5分 - 14時      | 3.2%           |
| 第二回 | 上洛編       | 14時 - 15時         | 14時 - 15時         | 3.0%           |
| 第三回 | 新幕府編     | 15時5分 - 16時20分  | 15時 - 16時15分     | 3.2%           |
| 第四回 | 本能寺編     | 16時20分 - 17時35分 | 16時15時 - 17時30分 | 4.2%           |

### 関連番組
「麒麟がくる」いよいよ本能寺スペシャル
2021年1月31日23時40分からの20分番組。過去の放送から本能寺の変に至るまでの経緯を、松村邦洋のトークとともに振り返った番組。

## 関連商品

### サウンドトラック
- 大河ドラマ 麒麟がくる オリジナル・サウンドトラックVol.1（2020年1月29日発売、SMJ、JAN 4547366436501）
- 大河ドラマ 麒麟がくる オリジナル・サウンドトラックVol.2（2020年9月2日発売、SMJ、JAN 4547366457032）
- 大河ドラマ 麒麟がくる オリジナル・サウンドトラックVol.3（2020年12月23日発売、SMJ、JAN 4547366481440）
- 大河ドラマ 麒麟がくる オリジナル・サウンドトラックThe Best（2021年2月24日発売、SMJ、JAN 4547366491289）
- 大河ドラマ 麒麟がくる オリジナル・サウンドトラック完全盤（2021年2月24日発売、SMJ、JAN 4547366486513）

### 書籍
公式ガイドブック
- NHK大河ドラマ・ガイド 麒麟がくる（NHK出版）
  - 前編（2020年1月11日発売、ISBN 978-4-14-923383-3）
  - 後編（2020年5月21日発売、ISBN 978-4-14-923384-0）
  - 完結編（2020年11月10日発売、ISBN 978-4-14-923385-7）
  - 歴史ハンドブック（2019年11月30日発売、ISBN 978-4-14-911018-9）

- NHK大河ドラマ「麒麟がくる」完全ガイドブック（東京ニュース通信社）
  - PART1（2020年1月11日発売、ISBN 978-4-86701-031-0）
  - PART2（2020年5月21日発売、ISBN 978-4-86701-102-7）

- 2020年NHK大河ドラマ「麒麟がくる」完全読本（産経新聞出版）
  - 完全読本（2020年2月4日発売、ISBN 978-4-8191-5211-2）
  - 続・完全読本（2020年5月21日発売、ISBN 978-4-8191-5224-2）

### 楽譜
- NHK大河ドラマ「麒麟がくる」ピアノ・ソロアルバム（2020年2月20日発売、NHK出版、ISBN 978-4-14-055394-7）

### DVD/BD
- NHK大河ドラマ「麒麟がくる」完全版 第壱集 BOX（第1回 - 第17回、2020年10月23日発売）
- NHK大河ドラマ「麒麟がくる」完全版 第弐集 BOX（第18回 - 第27回、2021年1月22日発売）
- NHK大河ドラマ「麒麟がくる」完全版 第参集 BOX（第28回 - 第44回、2021年4月23日発売）
- NHK大河ドラマ「麒麟がくる」総集編 （2021年6月25日発売）

## ドラマ舞台地の誘致運動・反応
2011年（平成23年）4月に光秀に加え細川幽斎、細川忠興、細川ガラシャのゆかりの地である、京都府亀岡市、福知山市などの8市町、兵庫県2市や福井県1町で構成した光秀を主人公にした大河ドラマの誘致推進協議会を設立し、署名活動を行っていた。協議会の会長を務める、福知山市の大橋一夫市長は「ゆかりの地だけではなく、全国から光秀らを主役とする大河ドラマ実現を望む熱い思いが寄せられ、現在26万1745筆もの署名が集まっております。活動が8年目に入ったこのタイミングで大河ドラマが決定し、非常にうれしいニュースと喜ぶとともに、これまでの活動にご協力、ご尽力いただいた皆さまに改めて感謝を申し上げます」と喜びのコメントを発表した。その後、誘致推進協議会は名称を「大河ドラマ『麒麟がくる』推進協議会」に変更し、亀岡・福知山両市長と京都府副知事がNHKを訪れて京都府内でのロケに向けての協力を行い、新しいロゴには光秀をはじめとする4人のイラストがあしらわれている。なお、亀岡市の京都スタジアム内に「麒麟がくる 京都大河ドラマ館」、福知山市の福知山城公園内の福知山市佐藤太清記念美術館内に「福知山光秀ミュージアム」が2020年（令和2年）1月11日から2021年（令和3年）2月までの約1年1か月の期間限定で開館した（福知山光秀ミュージアムは2月7日、京都大河ドラマ館は2021年2月14日までと開館期間が当初の予定より延長された）。
光秀の出身地である岐阜県では、光秀にゆかりがある岐阜市、大垣市など8市町と、県、観光協会などがドラマの推進協議会を2018年（平成30年）10月に設立。放送開始前の2020年1月11日、岐阜市、恵那市明智町、可児市に大河ドラマ館が1年1ヵ月の期間限定で開館した。撮影中断による放送期間の延長により、開館期間は当初の2021年1月10日までから2月14日までに延長された。
光秀の居城である、坂本城がある滋賀県大津市では、2020年3月8日から2021年3月31日まで、坂本地区の4か所で「びわ湖大津 光秀大博覧会」が開催された。

## 余談
主演の長谷川博己は、ドラマ放送後の2021年3月からキリンビールのCMに抜擢された。同年9月には長谷川と染谷将太が出演するCMも制作され、互いに光秀役と信長役を演じて以来の共演となった。